# Cyclo-cross d'Asper-Gavere
Le cyclo-cross d'Asper-Gavere est une course de cyclo-cross organisée à Gavre, en Flandre-Orientale, en Belgique. L'épreuve a été créée en 1983. La course est une manche du Superprestige depuis la création des deux compétitions lors de la saison 1982-1983. Elle a lieu tout d'abord en janvier ou février jusqu'à 1986-1987 avant d'alterner aléatoirement soit en fin d'année (octobre ou décembre) ou en début d'année (janvier ou février) jusqu'à 1992-1993. En effet à partir de 1993-1994, l'épreuve s'est toujours déroulée en novembre, excepté pour les saisons 1994-1995 et 1995-1996 qui se sont courues en octobre.

## Palmarès

### Hommes élites
| Année | Vainqueur            | Deuxième               | Troisième            |
| ----- | -------------------- | ---------------------- | -------------------- |
| 1983  | Hennie Stamsnijder   | Albert Zweifel         | Johan Ghyllebert     |
| 1984  | Roland Liboton       | Hennie Stamsnijder     | Albert Zweifel       |
| 1985  | Hennie Stamsnijder   | Rein Groenendaal       | Adrie van der Poel   |
| 1986  | Hennie Stamsnijder   | Roland Liboton         | Yvan Messelis        |
| 1987  | Hennie Stamsnijder   | Rudy De Bie            | Frank van Bakel      |
| 1987  | Roland Liboton       | Yvan Messelis          | Albert Zweifel       |
| 1989  | Danny De Bie         | Hennie Stamsnijder     | Yvan Messelis        |
| 1989  | Danny De Bie         | Christian Hautekeete   | Paul De Brauwer      |
| 1991  | Adrie van der Poel   | Staf Van Bouwel        | Martin Hendriks      |
| 1992  | Huub Kools           | Adrie van der Poel     | Danny De Bie         |
| 1992  | Daniele Pontoni      | Thomas Frischknecht    | Danny De Bie         |
| 1993  | Thomas Frischknecht  | Daniele Pontoni        | Danny De Bie         |
| 1994  | Daniele Pontoni      | Marc Janssens          | Erwin Vervecken      |
| 1995  | Wim de Vos           | Luca Bramati           | Richard Groenendaal  |
| 1996  | Richard Groenendaal  | Marc Janssens          | Erwin Vervecken      |
| 1997  | Richard Groenendaal  | Erwin Vervecken        | Danny De Bie         |
| 1998  | Mario De Clercq      | Sven Nys               | Bart Wellens         |
| 1999  | Richard Groenendaal  | Sven Nys               | Mario De Clercq      |
| 2000  | Peter Van Santvliet  | Richard Groenendaal    | Erwin Vervecken      |
| 2001  | Sven Nys             | Tom Vannoppen          | Richard Groenendaal  |
| 2002  | Bart Wellens         | Mario De Clercq        | Peter Van Santvliet  |
| 2003  | Bart Wellens         | Erwin Vervecken        | Sven Nys             |
| 2004  | Sven Nys             | Ben Berden             | Erwin Vervecken      |
| 2005  | Sven Nys             | Gerben de Knegt        | Enrico Franzoi       |
| 2006  | Sven Nys             | Erwin Vervecken        | John Gadret          |
| 2007  | Sven Nys             | Francis Mourey         | Bart Wellens         |
| 2008  | Sven Nys             | Bart Wellens           | Klaas Vantornout     |
| 2009  | Niels Albert         | Sven Nys               | Zdeněk Štybar        |
| 2010  | Sven Nys             | Kevin Pauwels          | Niels Albert         |
| 2011  | Kevin Pauwels        | Tom Meeusen            | Zdeněk Štybar        |
| 2012  | Sven Nys             | Klaas Vantornout       | Bart Wellens         |
| 2013  | Sven Nys             | Philipp Walsleben      | Klaas Vantornout     |
| 2014  | Klaas Vantornout     | Kevin Pauwels          | Sven Nys             |
| 2015  | Wout van Aert        | Sven Nys               | Kevin Pauwels        |
| 2016  | Mathieu van der Poel | Wout van Aert          | Toon Aerts           |
| 2017  | Wout van Aert        | Toon Aerts             | Mathieu van der Poel |
| 2018  | Mathieu van der Poel | Toon Aerts             | Wout van Aert        |
| 2019  | Eli Iserbyt          | Lars van der Haar      | Laurens Sweeck       |
| 2020  | Tom Pidcock          | Mathieu van der Poel   | Toon Aerts           |
| 2022  | Lars van der Haar    | Eli Iserbyt            | Toon Aerts           |
| 2022  | Mathieu van der Poel | Wout van Aert          | Tom Pidcock          |
| 2023  | Mathieu van der Poel | Wout van Aert          | Tom Pidcock          |
| 2024  | Mathieu van der Poel | Michael Vanthourenhout | Thibau Nys           |

### Femmes élites
| Année | Vainqueur           | Deuxième               | Troisième              |
| ----- | ------------------- | ---------------------- | ---------------------- |
| 2000  | Hanka Kupfernagel   | Daphny van den Brand   | Debby Mansveld         |
| 2001  | Anja Nobus          | Reza Hormes-Ravenstijn | Ilona Meter            |
| 2002  | Anja Nobus          | Hilde Quintens         | Reza Hormes-Ravenstijn |
| 2003  | Anja Nobus          | Hilde Quintens         | Loes Sels              |
| 2004  | Hilde Quintens      | Anja Nobus             | Loes Sels              |
| 2005  | Hilde Quintens      | Veerle Ingels          | Anja Nobus             |
| 2006  | Hilde Quintens      | Reza Hormes-Ravenstijn | Veerle Ingels          |
| 2007  | Katherine Compton   | Maryline Salvetat      | Reza Hormes-Ravenstijn |
| 2008  | Katherine Compton   | Daphny van den Brand   | Sanne Cant             |
| 2009  | Katherine Compton   | Marianne Vos           | Daphny van den Brand   |
| 2010  | Sanne van Paassen   | Helen Wyman            | Sophie de Boer         |
| 2011  | Sanne van Paassen   | Sophie de Boer         | Nikki Harris           |
| 2012  | Nikki Harris        | Sanne van Paassen      | Sanne Cant             |
| 2013  | Sanne Cant          | Helen Wyman            | Nikki Harris           |
| 2014  | Sanne Cant          | Nikki Harris           | Ellen Van Loy          |
| 2015  | Sanne Cant          | Jolien Verschueren     | Nikki Harris           |
| 2016  | Sanne Cant          | Jolien Verschueren     | Christine Majerus      |
| 2017  | Ellen Van Loy       | Nikki Brammeier        | Kim Van De Steene      |
| 2018  | Alice Maria Arzuffi | Nikki Brammeier        | Sanne Cant             |
| 2019  | Yara Kastelijn      | Alice Maria Arzuffi    | Ceylin Alvarado        |
| 2020  | Lucinda Brand       | Denise Betsema         | Ceylin Alvarado        |
| 2022  | Lucinda Brand       | Annemarie Worst        | Denise Betsema         |
| 2022  | Shirin van Anrooij  | Lucinda Brand          | Puck Pieterse          |
| 2023  | Puck Pieterse       | Fem van Empel          | Ceylin Alvarado        |
| 2024  | Fem van Empel       | Lucinda Brand          | Puck Pieterse          |

### Hommes espoirs
| Année | Vainqueur             | Deuxième               | Troisième               |
| ----- | --------------------- | ---------------------- | ----------------------- |
| 2001  | Wim Jacobs            | Klaas Vantornout       | Bart Aernouts           |
| 2002  | Tim Van Nuffel        | Bart Aernouts          | Klaas Vantornout        |
| 2003  | Wesley Van Der Linden | Bart Aernouts          | Enrico Franzoi          |
| 2004  | Niels Albert          | Kevin Pauwels          | Geert Wellens           |
| 2005  | Niels Albert          | Kevin Pauwels          | Zdeněk Štybar           |
| 2006  | Niels Albert          | Zdeněk Štybar          | Rob Peeters             |
| 2007  | Philipp Walsleben     | Jempy Drucker          | Julien Taramarcaz       |
| 2008  | Philipp Walsleben     | Tom Meeusen            | Kenneth Van Compernolle |
| 2009  | Tom Meeusen           | Vincent Baestaens      | Jim Aernouts            |
| 2010  | Vincent Baestaens     | Lars van der Haar      | Jim Aernouts            |
| 2011  | Lars van der Haar     | Stan Godrie            | Arnaud Grand            |
| 2012  | Wout van Aert         | Jens Adams             | Corné van Kessel        |
| 2013  | Wout van Aert         | Jens Adams             | Gianni Vermeersch       |
| 2014  | Wout van Aert         | Michael Vanthourenhout | Laurens Sweeck          |
| 2015  | Eli Iserbyt           | Quinten Hermans        | Nicolas Cleppe          |
| 2016  | Eli Iserbyt           | Quinten Hermans        | Joris Nieuwenhuis       |
| 2017  | Tom Pidcock           | Sieben Wouters         | Thijs Aerts             |
| 2018  | Tom Pidcock           | Thijs Aerts            | Adam Ťoupalík           |

### Hommes juniors
| Année | Vainqueur             | Deuxième              | Troisième               |
| ----- | --------------------- | --------------------- | ----------------------- |
| 2001  | Jan Soetens           | Dieter Vanthourenhout | Jef De Boeck            |
| 2002  | Lars Boom             | Dieter Vanthourenhout | Eddy van IJzendoorn     |
| 2003  | Clément Lhotellerie   | Niels Albert          | Thijs van Amerongen     |
| 2004  | Ricardo van der Velde | Tom Meeusen           | Jan Van Dael            |
| 2005  | Mitchell Huenders     | Laurens De Vreese     | Kenneth Van Compernolle |
| 2006  | Joeri Adams           | Sven Verboven         | Vincent Baestaens       |
| 2007  | Lubomír Petruš        | Stef Boden            | Arnaud Jouffroy         |
| 2008  | Tijmen Eising         | Lars van der Haar     | Wietse Bosmans          |
| 2009  | David van der Poel    | Laurens Sweeck        | Michiel van der Heijden |
| 2010  | Jens Vandekinderen    | Danny van Poppel      | Laurens Sweeck          |
| 2011  | Mathieu van der Poel  | Silvio Herklotz       | Daan Soete              |
| 2012  | Mathieu van der Poel  | Quinten Hermans       | Martijn Budding         |
| 2013  | Yannick Peeters       | Gianni Van Donink     | Thijs Aerts             |
| 2014  | Eli Iserbyt           | Jappe Jaspers         | Thijs Wolsink           |
| 2015  | Jappe Jaspers         | Thijs Wolsink         | Seppe Rombouts          |
| 2016  | Toon Vandebosch       | Thymen Arensman       | Jelle Camps             |
| 2017  | Pim Ronhaar           | Tomáš Kopecký         | Ryan Cortjens           |
| 2018  | Ryan Cortjens         | Witse Meeussen        | Pim Ronhaar             |
| 2019  | Thibau Nys            | Lennert Belmans       | Yorben Lauryssen        |
| 2022  | David Haverdings      | Yordi Corsus          | Aaron Dockx             |
| 2022  | Seppe van den Boer    | Ian Ackert            | Viktor Vandenberghe     |